# Grabovac (Obrenovac)
Grabovac es un pueblo ubicado en el municipio de Obrenovac, en Belgrado, Serbia.

## Superficie
Posee una superficie de 34,24 kilómetros cuadrados.

## Demografía
Hasta 2022 la población era de 2040 habitantes, con una densidad de población de 59,58 habitantes por kilómetro cuadrado.